# Georges Bridel (Politiker)
Georges Bridel (* 9. Juli 1889 in Lausanne; † 17. Januar 1978 ebenda) war ein Schweizer Politiker (Liberale Partei), Offizier und Sportfunktionär.
Bridel war ein Enkel von Georges-Victor Bridel. Bridel war von 1916 bis 1929 Instruktionsoffizier in Lausanne. Ab 1936 war er Oberst der Infanterie. Von 1930 bis 1957 war er als Liberaler Mitglied der Lausanner Stadtregierung. Von 1933 bis 1962 war er Mitglied des Grossen Rats des Kantons Waadt und von 1947 bis 1951 Nationalrat. Bridel war zudem Präsident des Fussballvereins Lausanne-Sports und Mitglied der Studentenverbindung Zofingia.